# Repiló
El repiló o ull de gall és una malaltia produïda pel fong Fusicladium oleagineum (antigament conegut com a Spilocaea oleagina), i és la que més afecta les oliveres, tant per l'extensió dels seus atacs, com per la seva virulència especialment en primaveres i tardors humides.

## Símptomes
La malaltia es manifesta principalment per una forta defoliació de l'arbre. Les fulles afectades presenten unes característiques taques circulars a l'anvers de les fulles, de diàmetre i nombre molt variable. Al principi són fosques i posteriorment adquireixen un color groguenc, i quan el fong esporula, es tornen fosques de nou. Aquestes taques apareixen després d'un període més o menys llarg d'incubació del fong segons les condicions meteorològiques, que fa que la malaltia passi totalment desapercebuda en els seus inicis, i es poden presentar defoliacions fins i tot sense haver-se desenvolupat taques a les fulles.
Es pot fer una diagnosi precoç submergint una mostra de fulles aparentment sanes en una solució d'hidròxid potàssic, que posa en evidència l'atac. Al revers de la fulla únicament es distingeixen unes taques fosques, de contorn variable, generalment al llarg del nervi central. A vegades l'atac afecta únicament el pecíol de les fulles, el qual pot tornar-se o no de color groguenc, provocant també en aquest cas la caiguda de la fulla.
Aquest fong també pot atacar al fruit, essent el peduncle la part normalment afectada. El fruit afectat cau a terra mantenint el peduncle enganxat, la qual cosa és característica d'aquest tipus d'atac i permet distingir-lo d'altres caigudes de fruit, com les provocades pel punxó o foradat (Prays oleae). L'atac directament al fruit és excepcional i comporta la seva deformació, ja que la part atacada atura completament el seu creixement.

## Biologia
Aquest fong pot mantenir-se actiu durant tot l'any, essent la temperatura òptima de desenvolupament entre 10 i 20 graus. A les zones olivareres catalanes els períodes de màxima perillositat d'infecció són la primavera i la tardor. Perquè es produeixi la germinació de les espores i la penetració de la malaltia a les fulles són necessàries també més de quatre hores de fulla mullada.
El fong es desenvolupa a l'interior de la fulla i posteriorment torna a sortir a l'exterior per tal d'esporular i propagar de nou la malaltia. Durant els períodes no favorables es manté en les fulles atacades, tant a les caigudes a terra com en les que es mantenen a l'arbre, esperant que la temperatura i la humitat siguin les adequades per al seu desenvolupament.

## Danys
La caiguda de fulla provocada per l'atac d'aquest fong implica una davallada de l'activitat fotosintètica amb el consegüent debilitament general de l'arbre. Si la defoliació és intensa, la producció de diversos anys en pot resultar afectada. L'atac sobre fruit dona lloc a una reducció del rendiment i de la qualitat de l'oli, ja que n'augmenta l'acidesa. La presència sobre el fruit afavoreix a més l'aparició d'altres fongs (Fusarium moniliforme, Geotrichum spheroides, Alternaria spinaciae, etc.) que agreugen més els danys.

## Mètodes culturals
Les mesures culturals recomanables per a controlar aquest fong són:
- Esporgar els arbres evitant la formació de copes espesses i mal ventilades.
- Recollir i cremar les fulles caigudes a terra o enterrar-les abans de les pluges primaverals i de començament de tardor.
- No abusar de l'adobat nitrogenat i orgànic.
- Evitar l'associació amb cultius herbacis.

## Mètodes químics
Encara que es prenguin les mesures anteriors, la lluita química és necessària per protegir les oliveres contra l'atac del fong en primaveres i tardors humides. Els productes a utilitzar són fungicides a base de coure (brou bordelès, hidròxid de coure, òxid cuprós, oxiclorur de coure, sulfat de coure (II), etc.) sols o formulats en barreges amb un fungicida orgànic (folpet, maneb, mancoceb, etc.) a principi de primavera i a finals d'estiu o inici de tardor. És en aquests moments quan hi ha el màxim perill d'infecció i, per tant, és aconsellable la protecció química preventiva, incidint sobretot a les parts més baixes i interiors de l'arbre que són les més afectades per la malaltia.